# Кампороссо
Кампороссо (итал. Camporosso) — коммуна в Италии, располагается в регионе Лигурия, в провинции Империя.
Население составляет 5562 человека (2008 г.), плотность населения составляет 317 чел./км². Занимает площадь 18 км². Почтовый индекс — 18033. Телефонный код — 0184.
Покровителем коммуны почитается святой Себастьян, празднование 20 января.

## Демография
Динамика населения:

## Администрация коммуны
- Официальный сайт: http://www.camporosso.it/ Архивная копия от 25 августа 2006 на Wayback Machine